# 東京再生都債
東京再生都債（とうきょうさいせいとさい）は東京都が発行する住民参加型市場公募地方債（通称「ミニ公募債」）である。

## 概要
- 東京再生都債は2002年に発行を開始、2002年から2007年までは年2回発行されていたが2008年からは年1回の発行となり2011年末で16回発行されている。
- 償還期間は3年であり、発行価格は額面100円あたり100円00銭であるため表面利率がそのまま応募者利回りとなる。また、利子は半年ごとに支払われ、償還日には一括償還される。
- 購入できる者は東京都、埼玉県、千葉県、神奈川県に在住または在勤する個人、もしくは同エリア内に主たる事業所等を有する法人・団体となっている。
- 購入単位は1万円であり、購入限度額は1人または1団体あたり1億円までとなっている。
- 集められた資金は東京都が策定した「10年後の東京」計画を実施するために充てられる。

## 発行実績
発行実績は下記の通りである。
| 回号   | 表面利率（％） | 発行額（億円） | 条件決定日     | 発行日         | 償還日         |
| ------ | -------------- | -------------- | -------------- | -------------- | -------------- |
| 第1回  | 0.12           | 200            | 2002年8月28日  | 2002年9月18日  | 2005年9月20日  |
| 第2回  | 0.18           | 200            | 2002年11月25日 | 2002年12月16日 | 2005年12月16日 |
| 第3回  | 0.36           | 250            | 2003年8月21日  | 2003年9月8日   | 2006年9月8日   |
| 第4回  | 0.34           | 250            | 2003年11月14日 | 2003年12月2日  | 2006年12月4日  |
| 第5回  | 0.36           | 250            | 2004年8月20日  | 2004年9月3日   | 2007年9月3日   |
| 第6回  | 0.30           | 250            | 2004年11月15日 | 2004年12月1日  | 2007年12月3日  |
| 第7回  | 0.32           | 250            | 2005年8月22日  | 2005年9月20日  | 2008年9月19日  |
| 第8回  | 0.48           | 250            | 2005年11月17日 | 2005年12月16日 | 2008年12月16日 |
| 第9回  | 1.04           | 200            | 2006年8月22日  | 2006年9月8日   | 2009年9月8日   |
| 第10回 | 1.02           | 200            | 2006年11月16日 | 2006年12月4日  | 2009年12月4日  |
| 第11回 | 1.06           | 200            | 2007年8月16日  | 2007年9月3日   | 2010年9月3日   |
| 第12回 | 1.00           | 200            | 2007年11月15日 | 2007年12月3日  | 2010年12月3日  |
| 第13回 | 0.86           | 200            | 2008年11月21日 | 2008年12月16日 | 2011年12月16日 |
| 第14回 | 0.50           | 200            | 2009年11月13日 | 2009年12月4日  | 2012年12月4日  |
| 第15回 | 0.26           | 200            | 2010年11月12日 | 2010年12月3日  | 2013年12月3日  |
| 第16回 | 0.26           | 200            | 2011年11月25日 | 2011年12月16日 | 2014年12月16日 |

## 取扱金融機関
取扱金融機関は下記の通りである。（第16回発行分）
- 三菱UFJモルガン・スタンレー証券
- みずほ銀行
- みずほインベスターズ証券
- 野村證券
- SMBC日興証券
- 大和証券
- みずほ証券
- 多摩信用金庫
- 岡三証券
- 東海東京証券
- 東京都民銀行
- SMBCフレンド証券
- コスモ証券
- 城北信用金庫
- 東洋証券
- 丸三証券

## 特典
- 第7回発行分より購入者の中から抽選で船上見学会に参加することができる。